# Hybanthus
Hybanthus (укр. Гібантус) — рід квіткових рослин родини фіалкових.

## Назва

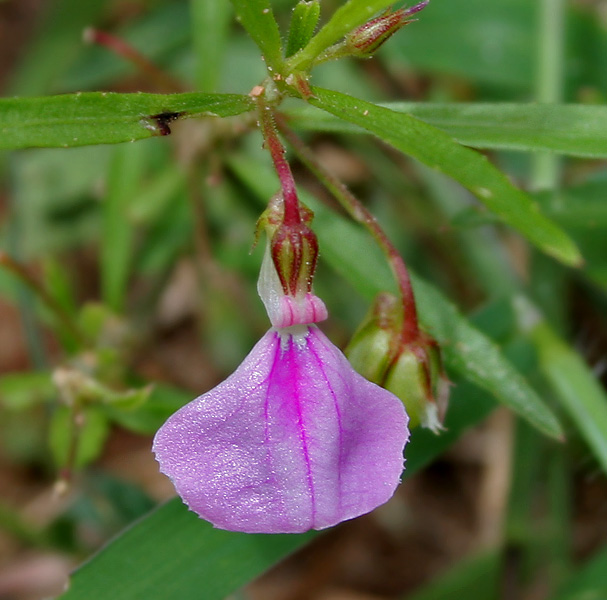
Hybanthus enneaspermus

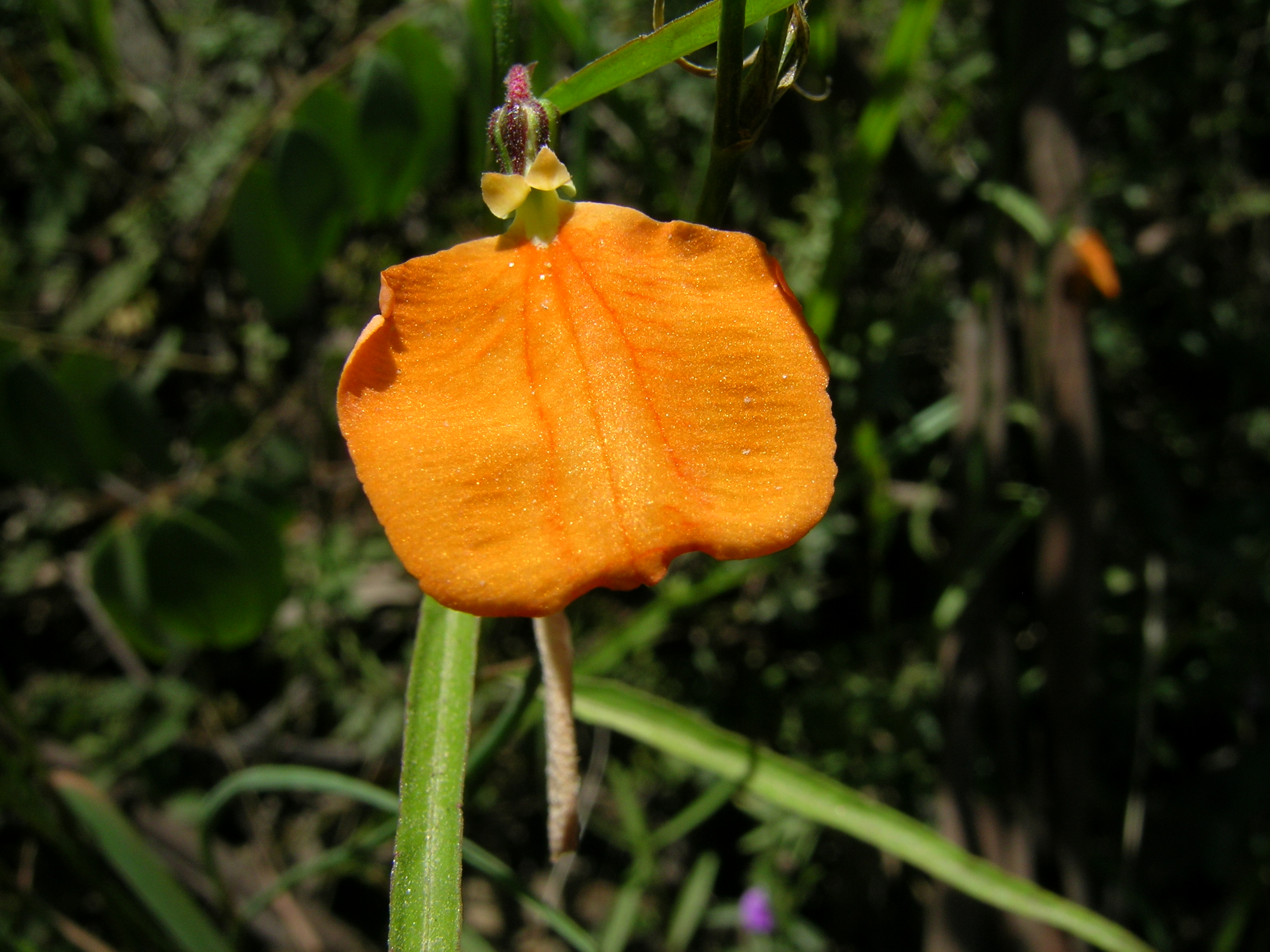
Hybanthus stellarioides

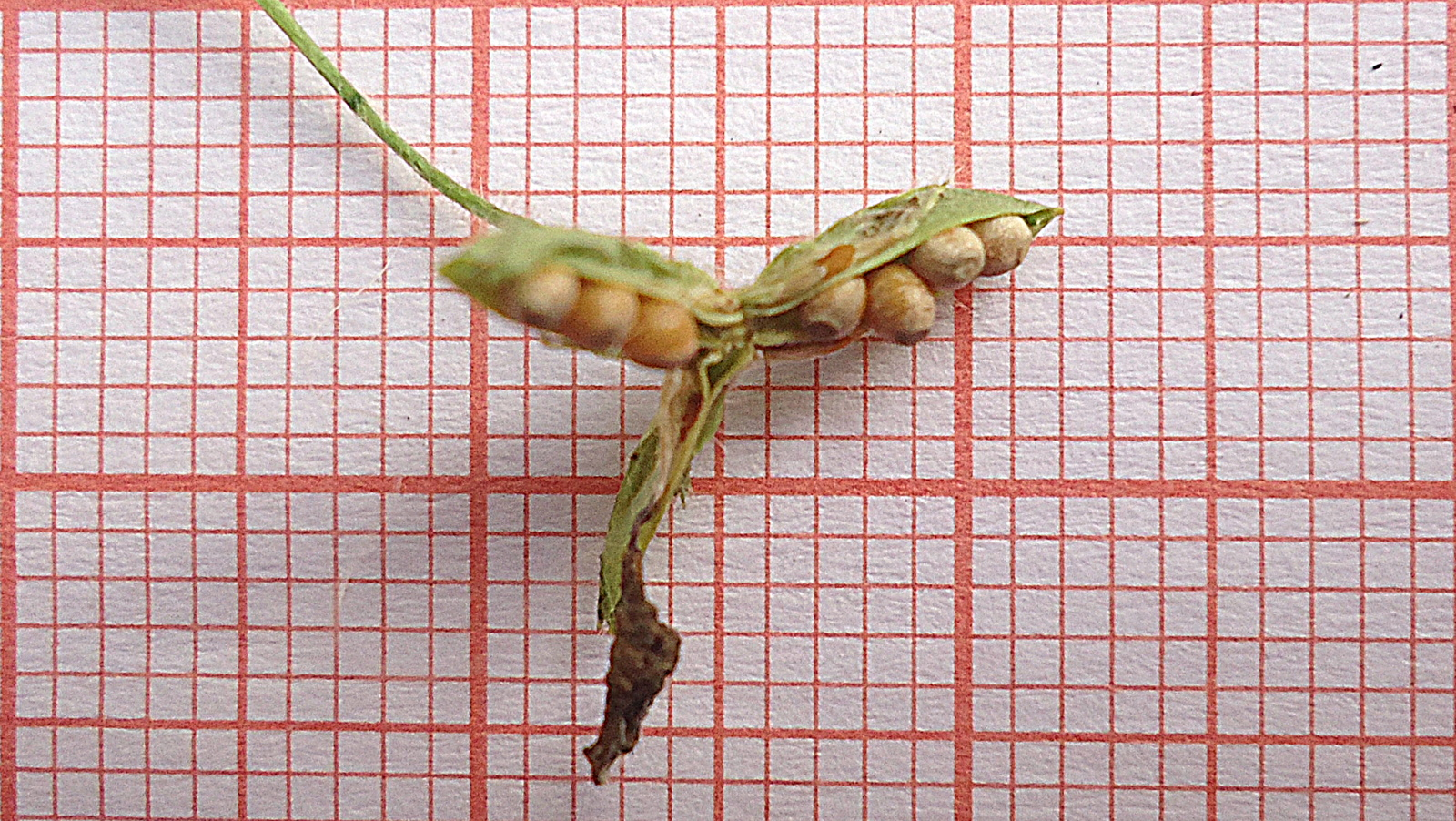
Плід з насінням Hybanthus heterosepalus

Родова назва Hybanthus у перекладі з грецької означає «горбата квітка», що вказує на пониклу форму квітконіжок цього роду рослин.

## Синоніми
- Acentra Phil.
- Clelandia J.M.Black
- Cubelium Raf. ex Britton & A.Br.
- Ionidium Vent.
- Pigea DC.

## Опис
Багаторічні або однорічні трави або чагарники, іноді повзучі. Стебла тонкі, жовті, 1–20, звичайно прямостоячі, іноді прямолінійні або розпростерті, прості або розгалужені, з товстого, м'ясистого або сублигневого, розгалуженого або нерозгалуженого кореневища або головного кореня. Листки чергуються, іноді згруповані, рідше супротивні, сидячі або коротко-стеблові, краї суцільні до зубчастих, прилистки присутні або відсутні. Суцвіття, як правило, пахвові, квітки поодинокі або у китицях. Чашолистки нерівні, лінійно-яйцеподібні. Пелюстки нерівні, нижня пелюстка довша за інші, загострені і пазуристі, верхня пара лінійна, бічна пара ширше. Тичинки на коротких нитках; пильовики вільні, але скуті вузькими крилами, часто з придатками; передні пильовики з базальними нектарниками. Зав'язь куляста, насінних зачатків 3-15; стовпчик S-подібний, приймочка розширена. Плід — коробочка. Насіння (3–) 6–9, кулясте до трохи сплюснутого.

## Поширення
Північна Америка, Мексика, Вест-Індія, Центральна Америка, Південна Америка, Азія, Африка, Австралія; тропічні та субтропічні райони.

## Систематика
Рід надзвичайно поліфілічний, може містити до 9 окремих родів, деякі з яких раніше були визнаними.
За даними спільного інтернет-проекту Королівських ботанічних садів у К'ю і Міссурійського ботанічного саду «The Plant List» рід Hybanthus містить 70 видів.